# Хронотропный эффект
Хронотропный эффект (chronotropic effect, др.-греч. χρόνος — время + τρόπος — направление действия, способ действия) — изменение частоты ритмических сокращений (изменение автоматии) сердца. Положительный хронотропный эффект — увеличение частоты сокращений, отрицательный — уменьшение.

## Описание
Хронотропные препараты могут изменять частоту и ритм сердцебиения, воздействуя на систему электропроводности сердца и нервы, которые влияют на нее, например, изменяя ритм, вырабатываемый синоатриальным узлом.
Дромотропный эффект влияет на проводимость в атриовентрикулярном узле (AV-узле). Положительный дромотроп увеличивает AV-узловую проводимость, а отрицательный дромотроп уменьшает AV-узловую проводимость. Лузитроп - это средство, влияющее на диастолическую релаксацию.
Многие положительные инотропы влияют на предварительную и постнагрузку.

## Позитивные хронотропы
- Адреномиметики
- Атропин
- Дофамин
- Адреналин
- Изопреналин
- Милринон
- Теофиллин

## Отрицательные хронотропы
Хронотропные переменные в систолическом состоянии миокарда слева и справа. Левостороннюю систолическую хронотропию можно оценить как время открытия и закрытия аортального клапана. Правосторонние переменные представлены временем открытия и закрытия легочного клапана. В инверсии с диастолической хронотропией переменными являются время закрытия аортального клапана и время открытия легочного клапана. Фармацевтические манипуляции с хронотропными свойствами, возможно, впервые были оценены при введении Дигита́лис, хотя оказывается, что наперстянка обладает Инотропный эффектом, а не хронотропным эффектом.
- Бета-блокаторы , такие как метопролол
- Ацетилхолин
- Дигоксин
- Ингибиторы тока кардиостимулятора (т.е. HCN-каналы) (например,Ивабрадин)